# سير عليا (مقاطعة ديواندرة)
سير عليا (بالفارسية: سیر علیا) هي قرية تقع في قسم كاني شيرين الريفي (مقاطعة ديواندرة) في إيران. يقدر عدد سكانها بـ 105 نسمة .